# پاینوود (کارولینای جنوبی)
پاینوود(به انگلیسی: Pinewood) شهری در ایالت کارولینای جنوبی کشور ایالات متحده آمریکا است که جمعیت آن در سرشماری سال ۲۰۱۰ میلادی، ۵۳۸ نفر بوده‌است.